# Kenichi Yumoto
Kenichi Yumoto, född 4 december 1984 i Wakayama i Japan, är en japansk brottare som tog OS-brons i fjäderviktsbrottning i fristilsklassen 2008 i Peking. Efter att silvermedaljören Vasyl Fedorysjyn diskvalificerades för dopning 2017 tilldelades Yumoto silvermedaljen.